# Liste der Naturdenkmale in Bergen (Landkreis Celle)
Die Liste der Naturdenkmale in Bergen (Landkreis Celle) enthält die Naturdenkmale in Bergen im Landkreis Celle in Niedersachsen.

## Naturdenkmale
| Bild            | Bezeichnung | Ort, Lage                                                      | Beschreibung | Schutzzweck | Nummer      |
| --------------- | ----------- | -------------------------------------------------------------- | ------------ | ----------- | ----------- |
| Fotos hochladen | Eiche       | Bergen Am Friedensplatz (52° 48′ 31,5″ N, 9° 57′ 44,1″ O)      |              |             | ND CE 00095 |
| Fotos hochladen | Rotbuche    | Feuerschützenbostel Rittergut (52° 43′ 58″ N, 10° 1′ 40,9″ O)  |              |             | ND CE 00096 |
| Fotos hochladen | Rotbuche    | Dohnsen westlich von Dohnsen (52° 49′ 21,3″ N, 10° 0′ 31,8″ O) |              |             | ND CE 00103 |